# Suisio
Suisio [suˈiːzjo] (Süìs [syˈis] in dialetto bergamasco) è un comune italiano di 3 789 abitanti della provincia di Bergamo in Lombardia. È situato nell'Isola bergamasca, sulla riva sinistra del fiume Adda.

## Geografia fisica

### Origine geologica
Suisio è nata decine di milioni di anni fa con la Terra stessa e, con essa, ha subito le medesime evoluzioni. Il paese poggia sulle rocce marine del Canto Basso e del monte Giglio. Quando la temperatura sulla Terra si abbassò di molto, sul pianeta si estese la copertura dei ghiacci e Suisio fu coperto da un antico ghiacciaio che arrivò fino a Monza. Più tardi, altri due ghiacciai orobici raggiunsero: il primo Carvico e scomparve nella piana di Calusco, il secondo si arrestò a Villa d'Adda. I ghiacciai, nel loro lento cammino, trasportarono qui massi di rocce e detriti, modellando le vallate e la pianura con terre rosse e ciottoli.
Lo sciogliersi dei ghiacci e le piogge torrenziali alzarono il livello dei fiumi e dei torrenti che lo attraversavano e coprirono l'Isola con un'ampia palude che fu chiamata Gerundo. Medolago e Calusco pare vogliano indicare rispettivamente: Medius-lacus e Caput-lacus. Quindi anche il territorio su cui doveva sorgere Suisio a quel tempo era allagato. Fu proprio quel lungo allagamento che depositò sulle sue rocce lo spesso strato di terra fertile che ora si lavora e che produce molto.
I fiumi, col tempo, si scavarono il proprio letto e, dal lago Gerundo, emersero le terre dell'Isola Bergamasca che sono delimitate: a nord dal Canto Basso, a est dal Brembo, a ovest dall'Adda e sono racchiuse a sud dalla confluenza di questi due fiumi nel territorio di Capriate San Gervasio. E qui, su quest'Isola, chiamata così forse perché racchiusa tra due fiumi, si trova Suisio.

## Origini del nome
Il nome Suisio compare per la prima volta su un documento risalente all'anno 879. Non viene però fatta menzione del termine originale che compare nell'atto. Per ripercorrere le tappe che vedono l'evoluzione del toponimo Suisio bisogna far riferimento alla Corografia Bergomense del 1880 che riunisce ordinatamente tutti i documenti che citano i diversi paesi della provincia di Bergamo. Nella fattispecie, sotto la voce di Suisio si riporta: Sevisio (anno 879), Sevixio (anno 980), Sovisio (anno 1058), Sovixio (anno 1088). La conclusione che se ne trae è che le forme più comuni ritrovate sui documenti successivi al 1260 circa sono Sovixio e Sovisio. Un'ulteriore forma di grafia molto importante si trova nel codice 1387 della biblioteca apostolica vaticana, il cosiddetto "Fondo Patella", che traccia i confini dei comuni bergamaschi tra gli anni 1392 - 1395 e che riporta la voce: COMMUNIS DE SUIXIO. Come la maggior parte dei nomi geografici, anche "Suisio" potrebbe avere a che fare con l'ambiente sul quale si estende il suo territorio. Secondo il poeta Umberto Zanetti, il nome Suisio (e ancor di più le forme medievali Sevisio e Sevixio) avrebbe assonanza col fiume Seveso, comune milanese bagnato dall'omonimo torrente. Il tutto può essere ricondotto alla radice prelatina sev-, che sta ad indicare la presenza di un corso d'acqua ed è noto, infatti, quale importanza strategica ed economica abbia avuto il fiume Adda nel corso dei secoli per il paese.

## Storia
Si sa per certo che i primi insediamenti stabili si verificarono in epoca Celtica e successivamente romana quando i conquistatori vi istituirono un vicus inserito nella circoscrizione territoriale denominata Pagus Fortunensis.
In quel periodo storico il borgo, così come l'intera zona dell'isola, fu interessato da flussi commerciali e militari
Con il termine dell'impero romano Suisio fu soggetto alle incursioni barbariche dei popoli Germanici
Nel VI secolo la situazione politica si stabilizzò grazie all'arrivo nel paese dei Longobardi
Successivamente sul territorio irruppero i Franchi, i quali istituirono il Sacro Romano Impero e diedero vita al feudalesimo. Ed è a questo periodo che risalgono i primi documenti scritti che attestano l'esistenza del paese: nell'877 si menziona il toponimo di Suisio, a cui tuttavia non è ancora stata data un'esatta origine etimologica. Quest'incertezza è data anche dalle differenti trascrizioni del nome, apparso nell'879 come Sevisio, un anno più tardi come Sevixio e successivamente come Sovizio.
I terreni vennero inizialmente dati in gestione al vescovo di Bergamo e posti sotto la tutela della Pieve di Terno, poi infeudati a tale Lanfranco, nobile proprietario di molti terreni, i cui discendenti acquisirono il titolo di avvocati del Vescovo.
Nel corso del XII secolo Suisio definì i propri confini territoriali e si proclamò comune, cominciando a gravitare nell'orbita della città di Bergamo.
Ebbe inizio un periodo di profonda instabilità, causata dalle numerose battaglie tra guelfi e ghibellini prima, e tra gli eserciti dei milanesi e veneziani poi, volte ad ottenere il predominio su questa zona da sempre situata ai margini territoriali delle varie entità politiche. Sorsero quindi numerose fortificazioni, torri e mura, tra cui un castello, menzionato in documenti risalenti alla fine del X secolo.
La situazione politica si stabilizzò nel 1428 con l'annessione di Suisio alla Repubblica di Venezia, che infeudò parte dei terreni del paese alla famiglia del condottiero Bartolomeo Colleoni. La Serenissima inoltre cercò di migliorare la condizione sociale ed economica della popolazione, fino ad allora messa a dura prova dalle lotte, da carestie e dalle pestilenze, tanto che l'isola venne definita "il triangolo della fame".
In tal senso molto chiara è la descrizione in un documento del tempo:
Nel 1509 si verificò un'incursione compiuta dalle truppe francesi che, comandate da Carlo d'Amboise,saccheggiarono il borgo
Ai veneziani subentrò nel 1797 la Repubblica Cisalpina, subito sostituita nel 1815 però dagli austriaci, che la inserirono nel Regno Lombardo-Veneto.
Con l'unità d'Italia, avvenuta nel 1859, avvenne un primo ma deciso processo di industrializzazione, che permise un notevole miglioramento delle condizioni di vita degli abitanti.

### Vicende civiche
Nell'immediato dopoguerra, molti italiani emigrarono per sfuggire alle misere condizioni nelle quali riversava l'Italia. Da Suisio, dal 1924 al 1928, partirono ottantuno persone e si trasferirono in Francia dove ottennero poi la cittadinanza.
Ad aggravare le condizioni disastrose del paese si aggiunsero i fenomeni meteorologici: nel 1928-1929 una tremenda siccità ridusse il raccolto ai 2/9 e nel 1930 ci fu la famosa grandinata dell'11 luglio che distrusse tutte le colture; si salvò solo il frumento perché era già raccolto nelle biche. Quell'anno la tempesta fu così abbondante che il giorno dopo i ragazzi andavano nei boschi a raccogliere gli uccelli, vittime di tanta furia.
Nella politica Suisio non si sbilanciò. Cocchi non trovò molti aderenti, la gente diffidava. Neanche il Fascismo riuscì a prendere piede a Suisio, se non molto tardi. Anche nel momento di massimo potere non andò al di là di qualche discorsetto e di qualche parata. Tuttavia anche qui ci fu qualcuno che subì qualche torto dai più fanatici.
Gli anni che seguirono la prima guerra mondiale furono caratterizzati da un forte movimento demografico.
Nel 1922 si ebbero 75 morti di cui 35 bambini al di sotto di un anno; ciò a dimostrazione del fatto che la mortalità infantile fu sempre la piaga dell'Isola e durò fino al 1948. Il cimitero non bastava più a contenere tutti i morti e il comune, nel 1925, predispose l'ampliamento affidando il progetto all'ingegner Mandelli. Nel 1926, l'arcivescovo monsignor Angelo Roncalli benedì il cimitero ingrandito.
Suisio non aveva nessun mezzo di collegamento con la provincia. Si arrivava a Bergamo a piedi, in bicicletta o con il treno, partendo da Calusco. Per ovviare a questo disagio, il Comune deliberò il 10 dicembre 1926 di contribuire con la somma annua di L. 1.200 ad assicurare un servizio di corriera con una corsa al giorno. Purtroppo tale servizio cessò dopo due anni perché la gente non ne faceva uso.
Nel 1940 l'Italia entrò nella seconda guerra mondiale. Le vittime che questo conflitto causò a Suisio furono minori di quelle derivanti dalla guerra 1915-1918, ma furono maggiori le sofferenze morali e materiali cui tutti andarono incontro inevitabilmente, per non parlare della divisione degli animi a cui si arrivò con la guerra civile nell'ultimo periodo del conflitto.
Riacquistata la libertà, l'Italia risorse e anche Suisio iniziò una nuova marcia fattiva coi tempi. Si ripristinò il servizio di autocorriere per il collegamento con Bergamo, Milano e Calusco. Si istituì l'Ufficio Postale; prima dipendeva da Chignolo d'Isola. Venne costruito un Consultorio O.N.M.I., istituendo il servizio di assistenza sanitaria. Da allora la mortalità infantile diminuì e poi cessò.
Nel 1960 Suisio aderì al Consorzio dell'acquedotto dell'Isola e poté così usufruire di acqua in abbondanza. Scomparvero in questo modo le lunghe file di secchi in attesa alla fontana dell'acquedotto della signora Faustina Foglieni.
Venne costruito l'impianto di fognatura. Si provvide alla costruzione e alla pavimentazione delle strade così da far scomparire i polveroni sollevati dai camion che transitavano continuamente.
Il vecchio edificio scolastico costruito nel 1935 dal signor Vincenzo Colleoni di Bottanuco, dopo la seconda guerra mondiale non era più sufficiente a contenere la popolazione scolastica del paese, ormai raddoppiata. L'Amministrazione Comunale decise allora di ampliarlo e attribuì il compito all'ingegner Franco Liedi che ne fece il progetto. Oggi la scuola di Suisio è ritenuta una delle più belle dell'Isola.
In consorzio con la Provincia e altri Comuni, si costruì la strada Rivierasca, ampio rettilineo che unisce Capriate con Calusco e che assolve il compito di togliere Suisio dall'isolamento e di immetterlo nel movimento economico che ha trasformato il paese da agricolo in industriale.

### Simboli
Lo stemma quasi monocromatico di Suisio è un'alternativa araldica rispetto agli stemmi disegnati dallo Studio Araldico di Genova. Come viene dichiarato nel D.P.R. di concessione del 14 luglio 1960, si blasona:
Il 18 aprile 1959 il sindaco Giacomo Tasca decise di approvare uno stemma ex novo, senza aspettare le necessarie ricerche negli archivi storici di Bergamo e di Venezia. Le motivazioni, in realtà, sono un po' misteriose, testualmente trascritte: «il paese soffrì assai sullo scorcio del secolo XIV per l'alternarsi dei saccheggi e degli incendi che perpetravano nella regione le fazioni dei guelfi e dei ghibellini e le masnade dei capitani di ventura che dovevano tenere in freno o l'uno o l'altro partito. Nella frazione di Casale sorgeva anticamente un castello che dette il nome alla località Castelletto. Ai piedi di detto castello, un fiume che rappresenta l'Adda, sulla cui sponda sinistra è situato il comune stesso.»
Il parere dell'Archivio di Stato di Venezia, scritto in una missiva del 1960, fu positivo. Tuttavia il direttore espresse qualche critica sull'aspetto dello stemma, considerandolo abbastanza cupo. Dal punto di vista araldico merita una nota d'attenzione l'espressione dell'uno all'altro — erroneamente scritta dell'uno nell'altro che ha un altro significato — riferita a una figura posta sulla partizione di campi di diverso smalto assumendo il colore del campo adiacente.

## Monumenti e luoghi d'interesse

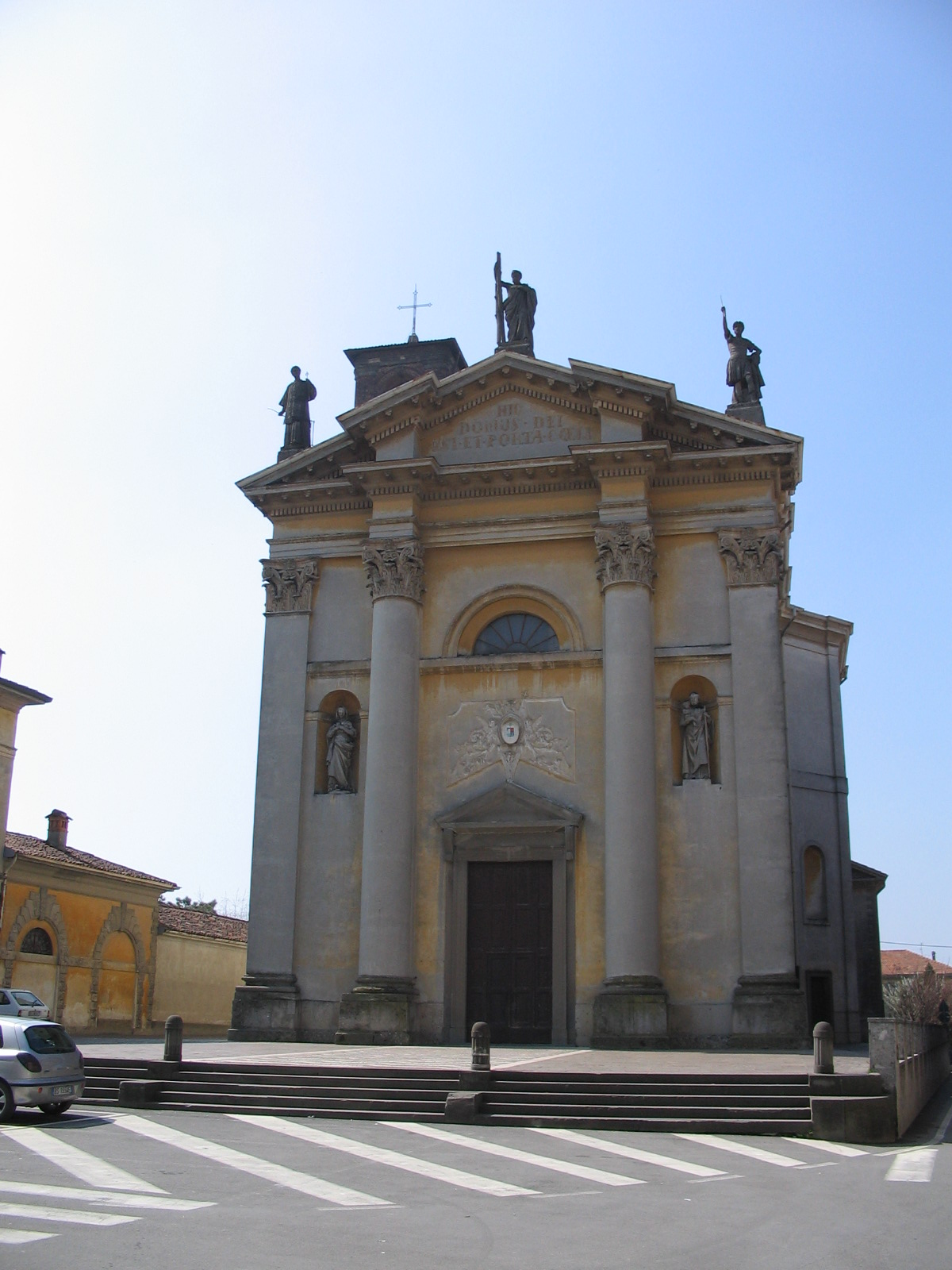
Chiesa parrocchiale di Sant'Andrea apostolo

- Chiesa di Sant'Andrea: edificata nel XVIII secolo, è l'edificio che maggiormente caratterizza il territorio, considerata tra i maggiori esempi architettonici di quel periodo a livello provinciale. Possiede linee agili ed una struttura con pianta a croce latina, con al proprio interno alcune opere, tra le quali dipinti di Francesco Capella, Francesco Zucco, Federico Ferrari e Giovanbattista Riva, statue di Luigi Carrara e un crocefisso di Gaetano Peverada. La tradizione tramanda che questa chiesa venne edificata per volere dei capifamiglia locali, al fine di redimere le contese tra gli abitanti delle varie frazioni che si arrogavano il diritto di chiamare "parrocchiale" la loro chiesa.
- Cappella di San Floriano: nel centro storico della frazione Castelletto, risalente al Seicento, è un edificio in pietra di piccole dimensioni.

Già edificio di culto privato dell'adiacente palazzo signorile (Poma e Tondini); quest'ultimo con le sue linee medievali (torrette merlate presenti fino ai restauri della metà del novecento) diede il nome alla medesima frazione.
- Chiesa dell'Annunciazione di Maria Vergine: Sita nella frazione Piazza Amati (già Piazza Amata, e prima ancora Piazza Mata o Plata Mata) All'interno ospita opere pittoriche di valore.
- Chiesa di San Lorenzo: chiesa principale della frazione Castelletto, è stata utilizzata nei primi secoli di vita come parrocchiale dell'intero comune, edificata tra il XVI ed il XVII secolo. All'interno sono conservati dipinti del Cignaroli e di Carlo Ceresa.

## Società

### Evoluzione demografica
Abitanti censiti

### Aspetti demografici
La popolazione residente è composta da 3 911 abitanti di cui:
- Uomini 1974 (50,5%)
- Donne 1937 (49,5%)

### Etnie e minoranze straniere
Gli stranieri residenti sono circa il 13% della popolazione totale.

## Amministrazione
| Nominativo               | Carica                                     | Partito politico o lista civica     | Periodo        |                | Note                |
| ------------------------ | ------------------------------------------ | ----------------------------------- | -------------- | -------------- | ------------------- |
| Previtali Carlo          | Podestà                                    |                                     | 1860           | 1870           |                     |
| Gambirasi Giov. Battista | Podestà                                    |                                     | 1871           | 1882           |                     |
| Previtali Alessandro     | Podestà                                    |                                     | 1883           | 1885           |                     |
| Previtali Edoardo        | Podestà                                    |                                     | 1885           | 1890           |                     |
| Previtali Francesco      | Podestà                                    |                                     | 1890           | 1895           |                     |
| Colleoni Pio             | Podestà                                    |                                     | 1895           | 1913           |                     |
| Gambirasi Gaspare        | Podestà                                    |                                     | 1914           | 1916           |                     |
| Bettinetti Giuseppe      | Podestà                                    |                                     | 1917           | 1919           |                     |
| Gambirasi Gaspare        | Podestà                                    |                                     | 1920           | 1925           | 2º mandato          |
| Gumier Vincenzo          | Podestà fascista                           | P.N.F.                              | 1926           | 1928           |                     |
| Bettinetti Giuseppe      | Podestà fascista                           | P.N.F.                              | 1928           | 1934           | 1ª nomina           |
| Racchetti Egidio         | Podestà fascista                           | P.N.F.                              | 1935           | 1940           |                     |
| Bettinetti Giuseppe      | Podestà fascista                           | P.N.F.                              | 1940           | 1944           | 2ª nomina           |
| Citterio Agostino        | Podestà fascista - Commissario prefettizio | P.N.F.                              | 1944           | 1945           |                     |
| Locatelli Alessandro     | Sindaco - Commissario prefettizio          |                                     | 1945           | 1946           | Nominato            |
| Locatelli Alessandro     | Sindaco                                    |                                     | 1946           | 1948           | Eletto              |
| Previtali Alessandro     | Sindaco                                    |                                     | 1948           | 1949           |                     |
| Locatelli Alessandro     | Sindaco                                    |                                     | 1949           | 1951           | 2º mandato          |
| Gambirasi Pellegrino     | Sindaco                                    |                                     | 1951           | 1955           |                     |
| Tasca Giacomo            | Sindaco                                    | Democrazia Cristiana                | 1955           | 1960           |                     |
| Tasca Giacomo            | Sindaco                                    | Democrazia Cristiana                | 1960           | 1965           | 2º mandato          |
| Tasca Giacomo            | Sindaco                                    | Democrazia Cristiana                | 1965           | 1970           | 3º mandato          |
| Tasca Giacomo            | Sindaco                                    | Democrazia Cristiana                | 1970           | 1975           | 4º mandato          |
| Ravasio Carlo            | Sindaco                                    |                                     | 1975           | 1980           |                     |
| Ravasio Carlo            | Sindaco                                    |                                     | 1980           | 1985           | 2º mandato          |
| Ravasio Carlo            | Sindaco                                    |                                     | 1985           | 1990           | 3º mandato          |
| Previtali Roberto        | Sindaco                                    |                                     | 1990           | 1995           |                     |
| Cortesi Aldo             | Sindaco                                    |                                     | 1995           | 1999           |                     |
| Ghisleni Clara           | Sindaco                                    | Lega Nord                           | 1999           | 2004           | 1ª donna sindaco    |
| Ghisleni Clara           | Sindaco                                    | Lista civica Suisio insieme         | 14 giugno 2004 | 7 giugno 2009  | 2º mandato          |
| Casali Giuseppe          | Sindaco                                    | Lista civica Nuovi orizzonti Suisio | 8 giugno 2009  | 25 maggio 2014 |                     |
| Casali Giuseppe          | Sindaco                                    | Lista civica Nuovi orizzonti Suisio | 25 maggio 2014 | 26 maggio 2019 | 2º mandato          |
| Pagnoncelli Paola        | Sindaco                                    | Lega - Lista civica Siamo Suisio    | 27 maggio 2019 | 9 giugno 2024  |                     |
| Bertuetti Edoardo        | Sindaco                                    | Lega - Lista civica Siamo Suisio    | 10 giugno 2024 | in carica      | Sindaco più giovane |